# نيك سميث (كاتب)
نيك سميث (بالإنجليزية: Nick Smith)‏ هو كاتب ومصمم أزياء بريطاني، ولد في 9 نوفمبر 1979 في ليفربول في المملكة المتحدة.